# Yoo Seon-ho
Dans ce nom coréen, le nom de famille, Yoo, précède le nom personnel.
Yoo Seon-ho (coréen : 유선호), né le 28 janvier 2002, est un chanteur et acteur sud-coréen. Il doit sa notoriété à sa participation dans la saison 2 de l’émission Produce 101.

## Carrière

### 2017: débuts télévisés
Peu de temps après la fin de Produce 101, il est apparu régulièrement dans une nouvelle émission de variétés nommée Special Private Life, accompagné d’autres participants de Produce 101. Il est aussi apparu dans plusieurs émissions de variétés comme Live Talk Show Taxi et Problematic Men,.
Le 3 août, il a été révélé que Seonho fera ses débuts d’acteur dans le web-drama Mischievous Detectives. Le web-drama a dépassé les dix millions de vues en un mois sur Naver.
Il a tenu sa première convention avec ses fans, The Most Preferred Time, le 27 octobre dans le Woori Art Hall du parc olympique de Séoul. Toutes les places pour la convention ont été vendues en moins de cinq minutes, une seconde date a donc été ajoutée, le 28 octobre.

### 2018: débuts solo
Le 26 mars 2018, il est annoncé qu’il débutera sa carrière de chanteur solo en avril.
Seonho débute avec son premier EP Spring, Seonho possédant le titre promotionnel When Spring Comes, le 11 avril,.

## Discographie

### Mini-album (EP)
| Titre          | Détails | Meilleures positions | Meilleures positions | Meilleures positions | Ventes                 |
| Titre          | Détails | COR                  | JPN                  | US                   | Ventes                 |
| -------------- | --- | -------------------- | -------------------- | -------------------- | ---------------------- |
| Spring, Seonho | - Date de sortie : 11 avril 2018 - Labels : Cube Entertainment, LOEN Entertainment - Formats : CD, téléchargement numérique Liste des pistes 1. Prelude: I think Of You 2. When Spring Comes 3. A Blue Star 4. I Miss You 5. When Spring Comes (Instrumental) | 9                    | —                    | —                    | - COR : plus de 14 818 |

### Collaborations
| Année | Titre                       | Autre(s) artiste(s)                           |
| ----- | --------------------------- | --------------------------------------------- |
| 2018  | 한걸음 (Follow Your Dreams) | Hyuna, Jo Kwon, BtoB, CLC, Pentagon, (G)I-DLE |
| 2018  | Mermaid                     | Hyuna, Jo Kwon, BtoB, CLC, Pentagon, (G)I-DLE |
| 2018  | Upgrade                     | Hyuna, Jo Kwon, BtoB, CLC, Pentagon, (G)I-DLE |
| 2018  | Young & One                 | Hyuna, Jo Kwon, BtoB, CLC, Pentagon, (G)I-DLE |

## Filmographie

### Séries télévisées
| Année | Titre           | Chaîne | Rôle        | Notes           |
| ----- | --------------- | ------ | ----------- | --------------- |
| 2018  | Big Forest      | tvN    | Lee Jongman | Rôle secondaire |
| 2018  | My Strange Hero | SBS    | Yoo Si An   | Rôle secondaire |

### Séries web
| Année | Titre                                   | Rôle        | Notes       | Réf.   |
| ----- | --------------------------------------- | ----------- | ----------- | ------ |
| 2017  | Mischievous Detectives                  | Pyo Han-eum | 9 épisodes  |        |
| 2017  | The Cushion                             | Yoo Seon-ho | 12 épisodes |        |
| 2018  | Rebel / Mischievous Detectives Season 2 | Pyo Han-eum | 18 épisodes | [ 15 ] |

### Emissions de variétés
| Année | Titre                 | Chaîne | Notes                    | Réf.   |
| ----- | --------------------- | ------ | ------------------------ | ------ |
| 2017  | Produce 101 Season 2  | Mnet   | Participant, termine 17e | [ 16 ] |
| 2018  | Photo People season 2 | Naver  | Rôle principal           | [ 17 ] |
| 2018  | Nest Escape season 3  | tvN    | Rôle principal           | [ 18 ] |
| 2018  | Carefree Travellers   | JTBC   | Rôle principal           | [ 19 ] |

## Concerts

### Participation
- United Cube – One (2018)[20]

## Récompenses et nominations
| Année | Cérémonie                    | Catégorie              | Travail nommé | Résultat   | Réf.   |
| ----- | ---------------------------- | ---------------------- | ------------- | ---------- | ------ |
| 2017  | Korean Brand and Model Award | Model Grand Prize      | Lui-même      | Lauréat    | [ 21 ] |
| 2018  | Melon Music Awards           | Best New Male Artist   | Lui-même      | Nomination |        |
| 2018  | Gaon Chart Music Awards      | New Artist of the Year | Lui-même      | Nomination |        |
| 2019  | V Live Awards                | Global Rookie Top 5    | Lui-même      | Lauréat    |        |